# City-Haus
De City-Haus, ook Selmi-Hochhaus, is een wolkenkrabber in de Duitse stad Frankfurt. Het hoofdhuurder is de DZ Bank. Het is gelegen aan de Mainzer Landstraße in het Bankenviertel en staat in de lijst van hoogste gebouwen in Frankfurt.
Met een hoogte van 142 meter is, het in 1974 gebouwde bouwwerk, het op vijftien na hoogste gebouw van Frankfurt. De toren telt 42 verdiepingen en is in eigendom van DZ Bank.